# Haberlea
Haberlea ist eine Pflanzengattung aus der Familie der Gesneriengewächse (Gesneriaceae) innerhalb der Ordnung der Lippenblütlerartigen (Lamiales). Die Gattung gehört einer überwiegend tropischen Familie an; sie ist als europäisches Taxon ein Relikt aus dem Tertiär, als in Europa tropisches Klima herrschte. Ihre Heimat ist der Balkan.
Haberlea-Arten wachsen in felsigen, feuchten, schattigen Bereichen. Man kann sie als Zierpflanzen in Steingärten pflanzen. Außer Haberlea und Ramonda gibt es nur wenige frostverträgliche Arten in der großen Familie der Gesneriaceae.

## Beschreibung

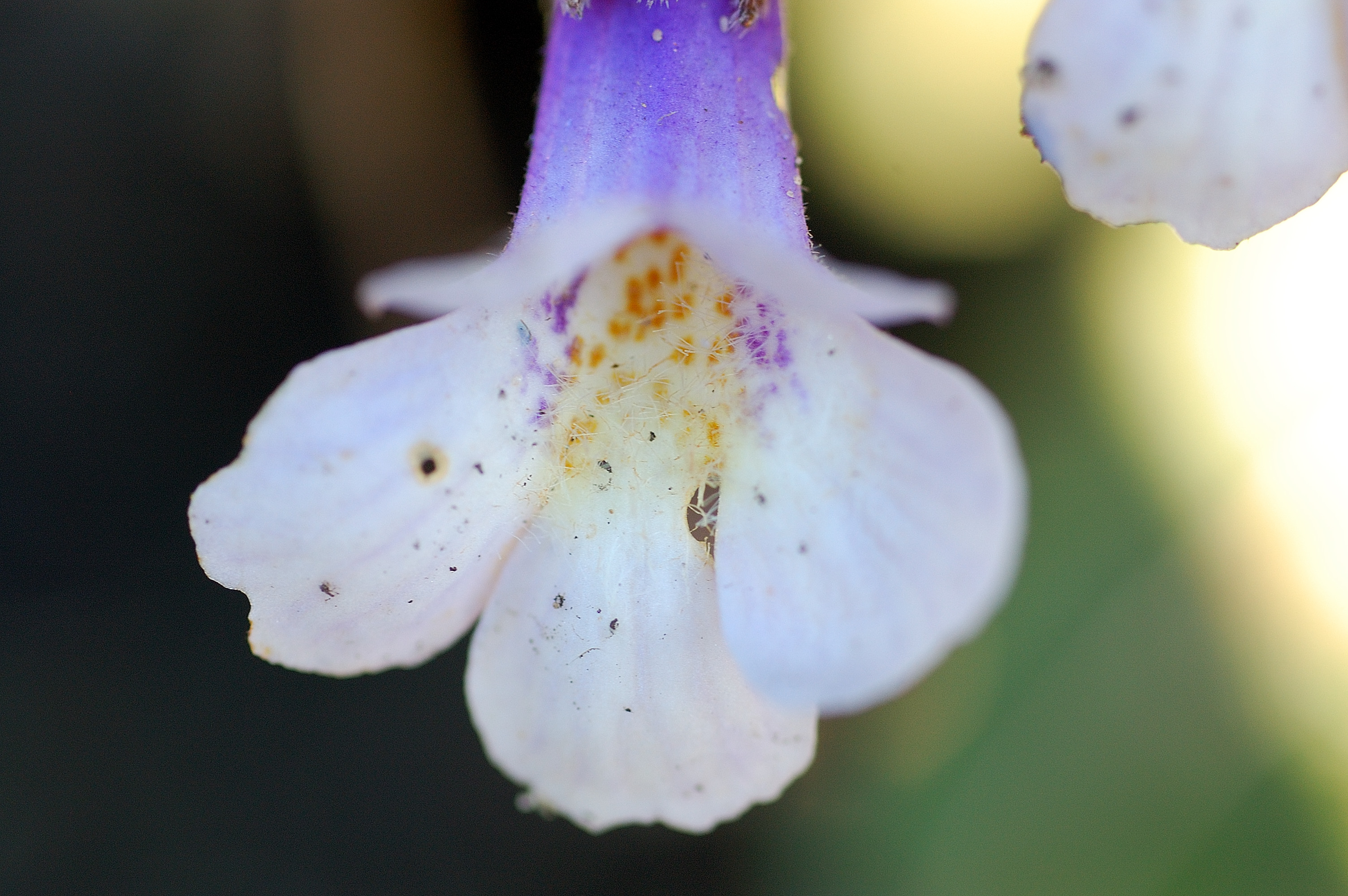
Nahaufnahme von Haberlea ferdinandi-coburgii.

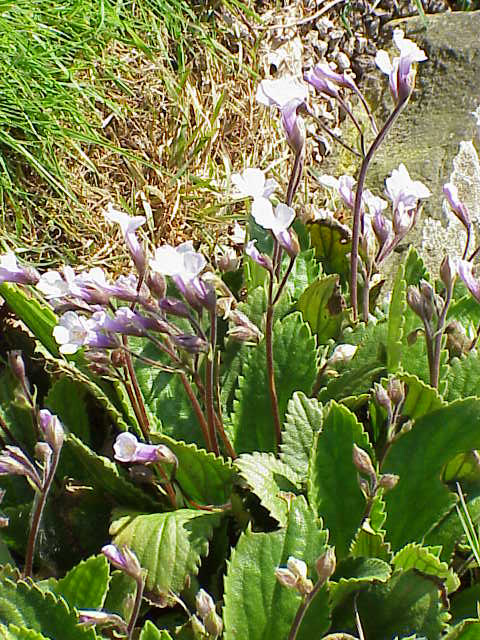
Haberlea rhodopensis – eine Reliktpflanze mit einem Verbreitungsgebiet im Balkan.

Haberlea-Arten sind ausdauernde krautige Pflanzen. Die wechselständigen Laubblätter stehen in einer grundständigen Rosette zusammen. Die Laubblätter sind in kurzen Blattstiel und Blattspreite gegliedert. Die einfache Blattspreite ist spatelförmig mit gezähntem bis gesägtem Blattrand und rauer Behaarung.
In langstängeligen, zymösen Blütenständen sitzen zwei bis zehn Blüten beisammen. Die Deckblätter sind klein und schmal. Die zwittrigen Blüten sind fünfzählig und zygomorph mit doppeltem Perianth. Die fünf ungleich großen, lanzettlichen Kelchblätter sind verwachsen. Die fünf Blütenkronblätter sind glockenförmig verwachsen; sie sind meist blau, selten weiß, mit gelben Punkten in der Kronröhre. Die zwei Paare Staubblätter entspringen den Kronblättern, die sie nicht überragen.
Sie blühen von Mai bis Juni.
Die Blütenformel lautet: {\displaystyle \downarrow K_{5}\;C_{(5)}\;A_{2+2}\;G_{\underline {(2)}}}
Es werden zweifächerige, trockene Kapselfrüchte gebildet. Das feine Saatgut ist nicht lange haltbar, es sollte also sofort ausgesät werden.

## Systematik
Der Gattungsname Haberlea ist dem deutschen Botaniker und Meteorologen Karl Konstantin Haberle (1764 bis 1832) gewidmet, dessen Schüler Imre Frivaldszky Haberlea rhodopensis als Erster im Jahre 1835 in den Annalen der Bulgarischen Wissenschaftlichen Gesellschaft beschrieben hat. Die ersten Exemplare dieser Art wurden 1834 während einer Expedition im Balkangebirge Bulgariens gefunden.
In der Gattung Haberlea unterscheidet man nur zwei Arten, die auf dem Balkan beheimatet sind:
- Haberlea rhodopensis Friv.: Sie kommt in Bulgarien und Griechenland vor;[5]
- Haberlea ferdinandi-coburgii Urum.: Sie kommt in Bulgarien vor und wurde 1902 anhand von Exemplaren beschrieben, die spärlich behaarte Blätter hatten – ein Merkmal, das jedoch auch Exemplare von Haberlea rhodopensis in unterschiedlicher Ausprägung aufweisen und das keine taxonomische Relevanz hat.[4]